# Yōko Mihara
Pour les articles homonymes, voir Mihara (homonymie).
Yōko Mihara (三原 葉子, Mihara Yōko), née à Morioka (préfecture d'Iwate, Japon) le 10 janvier 1933 et morte en juillet 2013, est une actrice japonaise de cinéma d'exploitation, danseuse érotique et pin-up, active des années 1950 aux 1970.

## Biographie
Yōko Mihara tourne dans plus de 90 films entre 1952 et 1977.

## Filmographie sélective
- 1954 : Koina no Ginpei (鯉名の銀平?) de Kazuo Mori
- 1958 : Quai de la chair (女体棧橋, Jotai sanbashi?) de Teruo Ishii
- 1958 : Le Policier et le Fantôme (憲兵と幽霊, Kenpei to yūrei?) de Nobuo Nakagawa
- 1961 : Le Piège (飼育, Shiiku?) de Nagisa Ōshima
- 1964 : Les Trois Samouraïs hors-la-loi (三匹の侍, Sanbiki no samurai?) de Hideo Gosha
- 1965 : Le Sabre de la bête (獣の剣, Kedamono no ken?) de Hideo Gosha
- 1972 : La Femme scorpion (女囚７０１号 さそり, Joshū 701-gō: Sasori?) de Shun’ya Itō
- 1972 : Caresses sous un kimono (徳川セックス禁止令, Tokugawa sex kinshi-rei?) de Norifumi Suzuki
- 1973 : Girl Boss Revenge: Sukeban (女番長, Sukeban?) de Norifumi Suzuki
- 1973 : Le Pensionnat des jeunes filles perverses (恐怖女子高校 暴行リンチ教室, Kyōfu joshikōkō: bōkō rinchi kyōshitsu?) de Norifumi Suzuki
- 1974 : Le Couvent de la bête sacrée (聖獣学園, Seijū gakuen?) de Norifumi Suzuki
- 1977 : Nishijin shinjū (西陣心中?) de Yōichi Takabayashi